# 長万部岳
長万部岳（おしゃまんべだけ）は、北海道の山越郡長万部町と瀬棚郡今金町の2町にまたがる標高972.6mの山である。山頂には三等三角点「長萬部岳」が設置されている。北海道百名山及び北海道の百名山に選定されている。

## 概要
狩場山地東側に位置する長万部町の最高峰で、初夏時にはカレイの形をした雪形が見られるとされる。長万部岳周辺からは金や銀の他にマンガンや亜鉛などの鉱床があり、山麓にはかつて二股鉱山がありラジウム鉱石が産出していたが、現在は廃坑になっており近くには二股ラヂウム温泉が営業している。山名の「長万部」はアイヌ語の「オシャマンベ（川尻のヒラメ・カレイのいる所）」に由来するとされる。
道道842号を進んだ先の湯の沢川を越えた所に登山口があり、山頂までの登山道が整備されているが上部では藪が覆う箇所が複数ある。